# Proletarski (Rakítnoye)
Proletarski (ruso: Пролета́рский) es un asentamiento de tipo urbano de Rusia, perteneciente al raión de Rakítnoye de la óblast de Bélgorod.
En 2021, el territorio del asentamiento tenía una población de 9384 habitantes, de los cuales 9040 vivían en el propio asentamiento y el resto repartidos en dos pedanías: el pueblo (seló) de Vórsklitsa y el jútor de Petrovski.
Está situado a unos 5 km al suroeste de Rakítnoye y unos 5 km al este de Krásnaya Yaruga.

## Historia
Fue fundado en 1903 como un poblado ferroviario con el nombre de su estación, "Gotnia" (Го́тня), abierta ese año en la línea de ferrocarril de Bélgorod a Sumy. En 1911 pasó a ser un cruce ferroviario, al pasar también por aquí la línea de Lgov a Járkov. En 1938, la Unión Soviética le dio su actual topónimo y el estatus de asentamiento de tipo urbano.